# 소종 (양나라)
소종(蕭綜, 502년 ~ 531년)은 중국 남북조 시대 양나라의 황족이다. 자는 세겸(世謙)이고 무제의 둘째 아들이며 어머니는 숙원(淑媛) 오씨(吳氏)이다. 남제 동혼후의 유복자이다.

## 생애
502년에 양 무제와 숙원 오씨 사이에서 둘째 아들로 태어났다.
이후 예장군왕(豫章郡王)으로 봉해졌으며 지방의 자사를 겸임했다.
소종의 어머니인 오숙원은 원래 남제 동혼후의 후궁들 중 하나였는데 무제가 동혼후를 죽이고 화제를 세웠을 때 오씨를 받아들였고 즉위한 뒤에는 오씨를 숙원으로 삼았다. 그런데 오숙원은 7개월 만에 소종을 낳았으므로 무제의 총애를 잃은 뒤로는 사람들로부터 소종이 사실은 동혼후의 아들이라는 의심을 받았다. 그런 의심이 오랫동안 지속되어와서 소종은 더 이상 견디지 못할 지경에 이르렀다. 그래서 숙원 오씨는 눈물을 흘리며 소종에게 도망가라고 권하였다.
525년에 소종은 무제의 명령을 받고 북위를 정벌하러 갔는데 국경 지대에 있는 성을 지키다가 밤중에 틈을 타서 수행원 몇 명만을 데리고 성을 빠져나와 북위로 망명하였다. 다음날 성에서는 소종이 사라진 것을 깨닫고 서둘러 그를 찾았지만 결국 찾지 못하였고 마침내 성은 북위의 군사들에게 함락됐다. 소종은 성명을 소찬(蕭贊)으로 바꿨고 북제의 종묘와 동혼후에게 직접 제사를 지냈다. 북위는 소찬을 양평군공(陽平郡公)과 단양왕(丹陽王)으로 봉하고 사공(司空)과 제주자사(齊州刺史)로 삼았으며, 수양장공주(壽陽長公主)를 소찬에게 시집보냈다. 양나라 조정에서는 크게 놀랐고 무제는 소찬을 속적에서 끊은 뒤 이어서 소찬과 그의 아들인 소직(蕭直)의 성씨를 패씨(悖氏)로 바꿔버렸다. 그러나 얼마 가지 않아 모든 조치를 다시 회복시키고 소직을 영신현후(永新縣侯)로 봉했다.
530년에 북위가 혼란에 빠졌을 때 제주 사람 조낙주(趙洛周)가 제주를 가지고 이주조에게 호응하기 위해서 반란을 일으켜 소찬을 쫓아내고 성을 점거했으며 수양장공주는 잡아서 낙양으로 돌려보냈다. 소찬은 쫓겨난 후 출가하여 사문(沙門)으로 변장해서 떠돌아 다니다가 장백산(長白山)에 머물렀지만 오래지 않아 양평(陽平)에 갔는데 그곳에서 병사했다. 마침 수양장공주도 이주세륭이 그녀를 취하려는 것을 따르지 않아 피살되어서 북위 조정은 그 두명을 숭산(嵩山)에 합장했다. 그런데 이후 어떤 사람이 소찬의 영구를 훔쳐서 양나라로 왔는데 무제는 배척하지 않고 오히려 아들의 예로 장례를 지낸 뒤 안장하였다. 그러나 양나라를 배반했기 때문에 사후에 시호를 받지 못했다.

## 가족

### 부모

#### 아버지
- 소연

#### 어머니
- 숙원 오씨

### 자녀

#### 아들
- 소직(蕭直)